# Condado de Piscataquis
O Condado de Piscataquis (em inglês:  Piscataquis County) é um dos 16 condados do estado americano do Maine. A sede e localidade mais populosa do condado é Dover-Foxcroft. Foi fundado em 1838, tirado da parte ocidental do Condado de Penobscot e da parte leste do Condado de Somerset, e recebeu o nome de uma palavra Abenaki que significa "ramo do rio" ou "na margem do rio".
Com mais de 16 mil habitantes, de acordo com o censo nacional de 2020, é o condado menos populoso e o menos densamente povoado do estado. Pouco mais de 1% da população do Maine vive no Condado de Piscataquis.
Está localizado no centro geográfico do Maine. Originalmente, estendia-se para o norte até a fronteira Canadá-Estados Unidos, mas em 1844 sua porção norte foi anexada pelo Condado de Aroostook. Em área terrestre, Piscataquis é um dos maiores condados dos EUA a leste do rio Mississippi. É também um dos dois condados do Nordeste (e sete condados a leste do rio Mississippi) que atendem aos requisitos de Frederick Jackson Turner para país de "fronteira" - ou seja, com menos de seis habitantes por milha quadrada, o outro sendo o Condado de Hamilton (Nova Iorque).
O Parque Estadual Baxter, uma grande reserva natural, está localizado no condado. No parque, o Monte Katahdin marca o extremo setentrional do Trilho dos Apalaches.

## Geografia
De acordo com o Departamento do Censo dos Estados Unidos, o condado possui uma área de 11 339,1 km², dos quais 10 258,8 km² estão cobertos por terra e 1 080,3 km² (9,5%) por água. É o segundo maior condado do Maine por área. O maior lago do condado é Lago Moosehead com 310 km². O ponto natural mais alto do condado e do estado do Maine é o Monte Katahdin, com 1 606 metros, enquanto o centro geográfico é Greeley Landing, na vila de Dover-Foxcroft.

### Condados adjacentes
- Condado de Aroostook – norte
- Condado de Penobscot – sudeste
- Condado de Somerset – oeste

## Localidades

### Vilas
- Abbot
- Beaver Cove
- Bowerbank
- Brownville
- Dover-Foxcroft (sede do condado)
- Greenville
- Guilford
- Medford
- Milo
- Monson
- Parkman
- Sangerville
- Sebec
- Shirley
- Wellington
- Willimantic

### Plantations
- Kingsbury Plantation
- Lake View Plantation

### Regiões censo-designadas
- Dover-Foxcroft
- Greenville
- Guilford
- Milo

### Municípios de pesquisa
- T1-R9 WELS

### Territórios não organizados
- Atkinson
- Blanchard
- Southeast Piscataquis
- Northeast Piscataquis
- Northwest Piscataquis

## Demografia
Desde 1900, o crescimento populacional médio do condado, a cada dez anos, é de 0,2.

### Censo 2020
Segundo o censo nacional de 2020, o condado possui uma população de 16 800 habitantes e uma densidade populacional de 1,6 hab/km². Houve uma redução populacional na última década de -4,2%. É o condado é o condado menos populoso e o menos densamente povoado do Maine.
Possui 14 577 residências que resulta em uma densidade de 1,4 residências/km² e uma redução de -5.0% em relação ao censo anterior. Deste total, 47,8% das unidades habitacionais estão desocupadas. A média de ocupação é de 2,2 pessoas por residência.
Existem 7 180 famílias no condado e 11,8% da população não possui cobertura de plano de saúde. A renda familiar média é de 42 083 dólares (a menor renda entre todos os condados do Maine) e a taxa de emprego é de 45,8%. Existem 448 estabelecimentos empregadores no condado e 18,7% dos habitantes possuem diploma de nível superior.